# NGC 84

NGC 84

 إن جي سي 84 أو NGC 84 هي مجرة في كوكبة المرأة المسلسلة اكتشفت في 14 نوفمبر 1884 (Julian).

## روابط خارجية
- NGC 84 على موقع ويكي سكاي: DSS2, SDSS, GALEX, IRAS, Hydrogen α, X-Ray, Astrophoto, Sky Map, Articles and images